# Þórarins þáttr ofsa
Þórarins þáttr ofsa es una historia corta (o þáttr) escrita en nórdico antiguo hacia el siglo XIV,en Saga Ljósvetninga. El final de la obra se ha perdido, pero la historia también se conserva en la saga de los Fóstbrœðra.

## Sinopsis
Þórarinn ofsi Þórðarsson (apodado el Violento), es un islandés de Stokkahlaðir en Eyjafjörður y el relato se centra en un episodio de su vida. Un día atraca su nave en Hraunhöfn, mantiene unas diferencias con el hijo de Þorgeir Hávarðsson y al pedir explicaciones al padre; se inicia una lucha donde pese a que era un gran guerrero Þorgeirr cae abatido ya que Þórarinn disponía de un gran grupo a su lado. Þorgeir había sido miembro del hird de Olaf II el Santo y cuando el rey se entera, envía dinero a Gudmundur Eyjólfsson para que acabe con la vida de Þórarinn. El episodio acaba con ambos cabalgando hacia el Althing, aunque la saga de los Fóstbrœðra cita que Þórarinn viajó solo.